# The Man with the Answers
The Man with the Answers (em grego: Ο Άνθρωπος με τις Απαντήσεις) é um filme de drama e romance LGBT de 2021 escrito e dirigido por Stelios Kammitsis. O filme é coprodução do Chipre, Grécia e Itália.
The Man with the Answers, o segundo filme de Stelios Kammitsis, foi selecionado em 2019 para o projeto "Thessaloniki Goes to Cannes", uma iniciativa destinada a apresentar obras de realizadores gregos a produtores presentes em Cannes durante o seu Festival de Cinema.
Em setembro de 2020, foi anunciado que os direitos do filme tinham sido adquiridos para distribuição no Reino Unido e na Irlanda pela Peccadillo Pictures, e nos Estados Unidos pela Artsploitation Films. O poster oficial do filme foi divulgado no Facebook oficial a 9 de fevereiro de 2021. A sua estreia mundial ocorreu no Sydney Gay and Lesbian Mardi Gras a 22 de fevereiro de 2021, seguindo-se a estreia na Europa no Rozefilmdagen em Amesterdão.  A estreia nos Estados Unidos ocorreu no Santa Barbara International Film Festival, sendo ainda exibido no Outshine Film Festival em Miami e no Los Angeles Greek Film Festival.

## Enredo
Victor (Vasilis Magouliotis), um ex-campeão de mergulho reservado, vivia com a sua avó doente na Grécia. Depois da sua morte naquele verão, decide visitar a sua mãe, com quem tinha um relacionamento distante, que vivia na Alemanha. Pelo caminho, conhece Matthias (Anton Weil), um jovem alemão extrovertido de personalidade contrastante que o convence a levá-lo consigo numa viagem de carro.